# أنتوني داماتو
أنتوني داماتو (بالإنجليزية: Anthony D'Amato)‏ هو مغن مؤلف أمريكي، ولد في 27 نوفمبر 1987 في Blairstown, New Jersey ‏ في الولايات المتحدة.

## وصلات خارجية
- الموقع الرسمي
- أنتوني داماتو على موقع ميوزك برينز (الإنجليزية)
- أنتوني داماتو على موقع ديسكوغز (الإنجليزية)